# Wilhelm von Spitz
Wilhelm Spitz, seit 1900 von Spitz (* 21. August 1836 in Bonn; † 7. August 1910 in Hannover) war ein preußischer Generalleutnant.

## Leben

### Herkunft
Er war der Sohn von Josef Spitz († 1861) und dessen Ehefrau Eleonore, geborene Lippe (1800–1871). Sein Vater war Hofrat und Quästor an der Universität Bonn. Der spätere preußische General der Infanterie Alexander von Spitz (1832–1910) war sein älterer Bruder.

### Militärkarriere
Spitz besuchte das Gymnasium in seiner Heimatstadt und war ab Mai 1849 zunächst Kadett in Bensberg, dann in Berlin. Er wurde am 9. Mai 1855 als Füsilier dem 29. Infanterie-Regiment der Preußischen Armee in Trier überwiesen und dort am 17. Januar 1856 zum Portepeefähnrich befördert. Mitte September desselben Jahres entließ man Spitz zur Reserve, aber er trat wenige Monate später wieder in die Armee ein und wurde am 16. Februar 1857 im 17. Infanterie-Regiment angestellt. Als Sekondeleutnant besuchte er von April bis September 1861 die Militärschießschule und wurde am 11. Oktober 1865 Premierleutnant. Spitz nahm 1866 während des Krieges gegen Österreich an der Schlacht bei Münchengrätz teil.
Am 15. September 1869 avancierte er zum Hauptmann und Kompaniechef. Als solcher kämpfte er 1870/71 mit seinem Regiment während des Krieges gegen Frankreich in den Schlachten bei Vionville, Gravelotte, Noisseville und Le Mans. Er machte außerdem die Belagerung von Metz mit. Im Gefecht bei Danzé gelang ihm mit seiner Kompanie die Eroberung von drei französischen Geschützen. Dafür erhielt Spitz das Eiserne Kreuz I. Klasse.
Nach dem Friedensschluss folgte am 30. April 1877 mit Patent vom 15. September 1868 seine Versetzung in das Hannoversche Füsilier-Regiment Nr. 73. Hier befehligte er zunächst die 11. Kompanie und trat am 20. Januar 1878 zum Regimentsstab über. In dieser Position am 15. August 1878 zum Major befördert, wurde Spitz am 14. September 1880 zum etatsmäßigen Stabsoffizier ernannt. Daran schloss sich ab 1. April 1881 eine Verwendung als Kommandeur des III. Bataillons an. Unter Stellung à la suite des Regiments folgte am 20. August 1885 seine Ernennung zum Direktor der Kriegsschule Hannover. In dieser Eigenschaft wurde Spitz am 11. März 1886 zum Oberstleutnant sowie am 19. September 1888 zum Oberst befördert.
Bei einem Sturz vom Pferd brach Spitz sich den Fuß und war daraufhin mehrere Monate dienstunfähig. Trotz mehrerer Kuraufenthalte konnte seine Truppentauglichkeit nicht wieder hergestellt werden. Er blieb den Rest seines Lebens beim Gehen auf einen Stock angewiesen. Mit dem Rang und den Gebührnissen eines Regimentskommandeurs wurde Spitz daher am 16. April 1889 zum Kommandeur des Landwehrbezirks II Berlin ernannt. Am 18. April 1891 beauftragte man ihn mit der Wahrnehmung der Geschäfte als Inspekteur der Landwehrinspektion Berlin. Mit der Beförderung zum Generalmajor wurde Spitz am 16. Mai 1891 zum Inspekteur ernannt. Für seine Verdienste erhielt er am 20. Januar 1895 den Stern zum Kronenorden II. Klasse. Außerdem wurde ihm am 18. April 1895 der Charakter als Generalleutnant verliehen. Einen Monat später wurde Spitz in Genehmigung seines Abschiedsgesuches mit der gesetzlichen Pension zur Disposition gestellt.
In nachmaliger Würdigung seiner Leistungen erhielt er am 22. März 1897 den Stern zum Roten Adlerorden II. Klasse mit Eichenlaub. Aus Anlass der Jahrhundertwende erhob Wilhelm II. Spitz am 1. Januar 1900 in den erblichen Adelsstand. Er verstarb 1910 an einem Herzschlag in Hannover.

### Familie
Spitz hatte sich am 12. Mai 1870 in Celle mit Marie Konstanze Karoline Henriette von Hugo (1849–1903) verheiratet. Die Ehe blieb kinderlos.